# Тушинава (язык)
Тушинава (Tuchinaua, Tuxináwa) — мёртвый индейский язык, который относится к паноанской группе пано-таканской языковой семьи. Раньше был распространён в штате Акри в Бразилии.